# فرودگاه شهری ویتون
فرودگاه شهری ویتون   (به انگلیسی: Wheaton Municipal Airport)  یک فرودگاه همگانی باربری  است که یک باند فرود آسفالت دارد و طول باند آن ۱۰۰۶ متر است. این فرودگاه در  کشور ایالات متحده آمریکا قرار دارد و در ارتفاع ۳۱۲ متری از سطح دریا واقع شده است.